# Кёлер, Вольфганг
Во́льфганг Кёлер (нем. Wolfgang Köhler; 21 января 1887, Ревель, Российская империя — 11 июня 1967, Нью-Гемпшир, США) — немецкий и американский психолог, один из основателей гештальтпсихологии, совместно с Максом Вертгеймером и Куртом Коффкой.
Доктор философии (Берлинский университет, 1909). Член Национальной академии наук США (1947).
Интересы: общая психология, экспериментальная психология, музыкальная психология, психофизиология и сравнительная психология, философия психологии и теоретическая психология, когнитивная этология (исследовал на человекообразных обезьянах явление, названное им инсайтом).

## Профессиональная деятельность
- научная станция исследования антропоидов, Канарские острова, 1913-1920;
- психологическая лаборатория Берлинского университета, 1920;
- профессор Гёттингенского университета, 1921;
- заведующий кафедрой психологии Берлинского университета, 1922-1935;
- лекции Вильяма Джеймса, Гарвард, 1934;
- профессор Суотморского колледжа, 1935-1958;
- профессор-исследователь, 1946;
- награда «За выдающийся научный вклад» АРА, 1957, президент АРА, 1958;
- Гиффордские лекции в Эдинбургском университете, 1958;
- Президент Американской психологической ассоциации, 1959;
- почётный гражданин Свободного университета Берлина, 1965;
- почётный президент Немецкого психологического общества, 1967;
- почётные докторские степени Пенсильванского, Чикагского, Фрейбургского, Мюнстерского, Тюбингенского, Упсальского университетов и Суотморского и Кенионского колледжей;
- член Американской академии наук и искусств; член Американского философского общества; член Национальной академии наук.

## Основные публикации
- 1913 Uber unbemerkte Empfindungen und Urteilstauschungen (Unnoticed feelings and misjudgements). Zeitschrift fur Psychologie, 66, 51-80.
- 1917 Intelligenzprufung an Menschenaffen. (The mentality of apes, English translation, Harcourt Brace, 1925.)
- 1920 Die physischen Gestalten in Ruhe und im stationären Zustand: eine naturphilosophische Untersuchung
- 1929 Gestalt Psychology. Liveright (rev. edn, 1947).
- 1938 The Place of Value in a World of Facts. Liveright.
- 1958 The present situation in brain physiology. American Psychologist, 13,150-154.
- 1965 Unsolved problems in the field of figural after-effects. Psychological Record, 15, 63-83.
- 1969 The Task of’Gestalt Psychology. Princeton University Press.

## Рекомендуемая литература
- (1968) Wolfgang Kohler: 1887—1967. American Journal of Psychology, 81, 110—119.
- (1978) One man against the Nazis—Wolfgang Kohler. American Psychologist, 33, 939—944.
- Ash, Mitchell G. Gestalt Psychology in German Culture, 1890—1967: Holism and the Quest for Objectivity. Cambridge: Cambridge Studies in the History of Psychology, 1996.
- Карпенко, Л. А. Кёлер (Köhler) Вольфганг (1887—1967) (недоступная ссылка) (недоступная ссылка с 14-06-2016 [3200 дней]) @ История психологии в лицах. Персоналии (недоступная ссылка с 14-06-2016 [3200 дней]) / Под. ред. Л. А. Карпенко //Психологический лексикон. Энциклопедический словарь в шести томах / Ред.-сост. Л. А. Карпенко. Под общ. ред. А. В. Петровского. — М.: ПЕР СЭ, 2005. — 784 с.